# WWE Superstar Shake-up (2019)
El WWE Superstar Shake-up 2019, fue el decimotercer Draft producido por la promoción de lucha libre profesional estadounidense WWE. Fue un evento de dos días, que tuvo lugar en los episodios del 15 de abril y del 16 de abril de Raw y SmackDown Live, respectivamente, en el Centre Bell de Montreal, Canadá.

## Antecedentes
El 8 de febrero en WWE.com, la empresa anunció que el WWE Superstar Shake-up 2019 se realizaría los días 15 y 16 de abril en Raw y Smackdown Live, con ambos programas de esas fechas teniendo lugar en el Centre Bell de Montreal, Canadá, lo que será además la primera vez que un Draft de la WWE se realizará fuera de Estados Unidos. En lugar de un Draft tradicional y a diferencia de las ediciones anteriores, la familia McMahon, que en storyline tiene el control tanto de Raw como de SmackDown, definiría a los luchadores de ambas marcas, que pasarán de un programa a otra y viceversa, además de que ambas marcas puedan incorporar a un luchador proveniente de NXT. Por primera vez, luchadores de la marca 205 Live fueron elegibles para ser reclutados. Aunque inicialmente solo se anunciaba para los episodios mencionados, se confirmaron más movimientos del Draft durante el resto de abril y principios de mayo.

## Resultados

### Raw(15 de abril)
- The Revival (Dash Wilder & Scott Dawson) & The Viking Experience (Erik & Ivar) derrotaron a Ricochet, Aleister Black, Curt Hawkins & Zack Ryder.
  - Erik y Ivar cubrieron a Ryder después de un «Fallout».
  - Este fue el debut de The Viking Experience, anunciando su transferencia a Raw.
  - Black & Ricochet fueron transferidos a Raw, a través de WWE.com.
- Andrade (con Zelina Vega) derrotó al Campeón Intercontinental Finn Bálor.
  - Andrade cubrió a Bálor después de un «Hammerlock DDT».
  - Durante la lucha, Vega interfirió a favor de Andrade.
  - Este fue el debut de Andrade & Vega, anunciando sus transferencias a Raw.
  - El Campeonato Intercontinental de Bálor no estuvo en juego.
- The Usos (Jey Uso & Jimmy Uso) derrotaron a Bobby Roode & Chad Gable.
  - Jey cubrió a Gable después de un «Double Uso Splash».
  - Este fue el debut de The Usos, anunciando su transferencia a Raw.
- Bayley & Naomi derrotaron a las Campeonas Femeninas en Parejas de la WWE The IIconics (Billie Kay & Peyton Royce).
  - Naomi cubrió a Kay después de un «Split-legged Moonsault».
  - Este fue el debut de Naomi, anunciando su transferencia a Raw.
  - El Campeonato Femenino en Parejas de la WWE de The IIconics no estuvo en juego.
- La Campeona Femenina de Raw y Campeona Femenina de SmackDown Becky Lynch derrotó a Ruby Riott (con Liv Morgan & Sarah Logan)
  - Lynch forzó a Riott a rendirse con un «Dis-arm-her».
  - Durante la lucha, Morgan & Logan interfirieron a favor de Riott, pero tras la lucha, fueron atacadas por Lynch.
  - El Campeonato Femenino de Raw y el Campeonato Femenino de SmackDown de Lynch no estuvieron en juego.
- Lacey Evans derrotó a Natalya y ganó una oportunidad por el Campeonato Femenino de Raw.
  - Evans cubrió a Natalya después de un «The Woman's Right» y un «Moonsault».
- Seth Rollins, Roman Reigns & AJ Styles derrotaron a Baron Corbin, Drew McIntyre & Bobby Lashley (con Lio Rush).
  - Styles cubrió a Lashley después de un «Phenomenal Forearm».
  - Este fue el debut de Styles, anunciando su transferencia a Raw.

### SmackDown Live(16 de abril)
- El Campeón Intercontinental Finn Bálor derrotó a Ali.
  - Bálor cubrió a Ali después de un «Coupe de Grâce».
  - Este fue el debut de Bálor, anunciando su transferencia a SmackDown Live.
  - El Campeonato Intercontinental de Bálor no estuvo en juego.
- Charlotte Flair derrotó a Carmella (con R-Truth).
  - Flair forzó a Carmella a rendirse con un «Figure-Eight Leglock».
  - Después de la lucha, Lars Sullivan atacó a R-Truth, confirmando su reasignación a SmackDown Live.
- Ember Moon, Bayley, Asuka & Kairi Sane (con Paige) derrotaron a Mandy Rose, Sonya Deville & The IIconics (Billie Kay & Peyton Royce).
  - Sane cubrió a Royce después de un «Insane Elbow».
  - Este fue el debut de Moon, Bayley & Sane, anunciando sus transferencias a SmackDown Live.
- The New Day (Kofi Kingston & Xavier Woods) & Kevin Owens derrotaron a Cesaro, Shinsuke Nakamura & Rusev (con Lana).
  - Owens cubrió a Rusev después de un «Trouble in Paradise» de Kingston y un «Stunner».

## Selecciones
|  | Color de Raw.                             |
|  | Color de SmackDown Live.                  |
|  | Color de NXT y NXT UK.                    |
|  | Color de 205 Live.                        |
|  | Transferencia revertida.                  |
|  | Color de agentes libres u otras empresas. |

### Raw
| Los siguientes luchadores fueron cambiados de marca en el episodio del 15 de abril de Raw. |                                     |                |                    | |
| Sel. #                                                                                     | Luchador/a                          | Transferido a: | Transferido desde: | Notas |
| 1                                                                                          | The Miz                             | Raw            | SmackDown Live     | |
| 2                                                                                          | Ricochet                            | Raw            | NXT                | Hizo su debut en el roster principal en febrero del 2019 como agente libre, apareciendo en Raw, SmackDown y NXT hasta el Superstar Shake-up                                                          |
| 3                                                                                          | Aleister Black                      | Raw            | NXT                | Hizo su debut en el roster principal en febrero del 2019 como agente libre, apareciendo en Raw, SmackDown y NXT hasta el Superstar Shake-up                                                          |
| 4                                                                                          | The Viking Experience (Erik e Ivar) | Raw            | NXT                | Campeones en Parejas de NXT. Ascendidos desde NXT como equipo, antes conocidos como War Raiders (Rowe y Hanson).                                                                                     |
| 5                                                                                          | Andrade                             | Raw            | SmackDown Live     | |
| 6                                                                                          | Zelina Vega                         | Raw            | SmackDown Live     | |
| 7                                                                                          | Rey Mysterio                        | Raw            | SmackDown Live     | |
| 8                                                                                          | Lars Sullivan                       | Raw            | NXT                | Fue promocionado desde noviembre del 2018 en Raw y SmackDown previo a su debut en el Superstar Shake-up                                                                                              |
| 9                                                                                          | Cedric Alexander                    | Raw            | 205 Live           | Fue transferido a Raw, a través de un video promocional. |
| 10                                                                                         | The Usos (Jey Uso y Jimmy Uso)      | Raw            | SmackDown Live     | Fueron enviados como equipo. |
| 11                                                                                         | Naomi                               | Raw            | SmackDown Live     | |
| 12                                                                                         | EC3                                 | Raw            | NXT                | Fue promocionado desde diciembre del 2018, hasta que hizo su debut en el roster principal en febrero del 2019 como agente libre y comenzó a aparecer en Raw y SmackDown previo al Superstar Shake-up |
| 13                                                                                         | Eric Young                          | Raw            | SmackDown Live     | Separado del equipo SAnitY el cual fue desintegrado. |
| 14                                                                                         | Lacey Evans                         | Raw            | NXT                | Fue promocionada desde diciembre del 2018, hasta que hizo su debut en el roster principal en enero de 2019 como agente libre y comenzó a aparecer en Raw y SmackDown previo al Superstar Shake-up    |
| 15                                                                                         | AJ Styles                           | Raw            | SmackDown Live     | |
| Los siguientes luchadores fueron cambiados de marca en episodios posteriores de Raw.       |                                     |                |                    | |
| 16                                                                                         | Samoa Joe                           | Raw            | SmackDown Live     | Transferido con el Campeonato de los Estados Unidos. |
| 17                                                                                         | Cesaro                              | Raw            | SmackDown Live     | Separado de su compañero de equipo Sheamus. |
| 18                                                                                         | Luke Gallows & Karl Anderson        | Raw            | SmackDown Live     | |
| 19                                                                                         | Nikki Cross                         | Raw            | NXT                | Fue promocionada desde diciembre del 2018, hasta que hizo su debut en el roster principal en enero de 2019 como agente libre y comenzó a aparecer en Raw y SmackDown previo al Superstar Shake-up    |

### SmackDown Live
| Los siguientes luchadores fueron cambiados de marca en el episodio del 16 de abril de SmackDown Live. |                                                |                |                    | |
| Sel. #                                                                                                | Luchador/a                                     | Transferido a: | Transferido desde: | Notas |
| 1 | Finn Bálor                                     | SmackDown Live | Raw                | Transferido con el Campeonato Intercontinental. |
| 2 | Lars Sullivan                                  | SmackDown Live | Raw                | Originalmente transferido a Raw el día anterior, pero fue cambiado a SmackDown en el episodio del 16 de abril. |
| 3 | Ember Moon                                     | SmackDown Live | Raw                | |
| 4 | Bayley                                         | SmackDown Live | Raw                | Separada de su compañera de equipo Sasha Banks. |
| 5 | Kairi Sane                                     | SmackDown Live | NXT                | Ascendida desde NXT |
| 6 | Buddy Murphy                                   | SmackDown Live | 205 Live           | Fue transferido a SmackDown a través de un video promocional. |
| 7 | Elias                                          | SmackDown Live | Raw                | Fue anunciado por Vince McMahon en el final del episodio de SmackDown. |
| 8 | Roman Reigns                                   | SmackDown Live | Raw                | |
| 9 | Chad Gable                                     | SmackDown Live | Raw                | Anunciado a través de WWE.com. Separado de su compañero de equipo Bobby Roode. |
| 10 | Liv Morgan                                     | SmackDown Live | Raw                | Anunciado a través de WWE.com. Separada del equipo The Riott Squad. |
| 11 | Apollo Crews                                   | SmackDown Live | Raw                | Anunciado a través de WWE.com. |
| 12 | Mickie James                                   | SmackDown Live | Raw                | Anunciado a través de WWE.com. |
| 13 | Heavy Machinery (Otis y Tucker)                | SmackDown Live | NXT                | Anunciado a través de WWE.com. Fueron promocionados desde diciembre del 2018, hasta que hicieron su debut en el roster principal en enero de 2019 como agentes libres y comenzaron a aparecer en Raw y SmackDown hasta el Superstar Shake-up |
| Los siguientes luchadores fueron cambiados de marca en episodios posteriores de SmackDown Live.       |                                                |                |                    | |
| 14 | Andrade                                        | SmackDown Live | Raw                | Originalmente transferido a Raw en el Superstar Shake-up, pero fue cambiado a SmackDown en el episodio del 23 de abril. |
| 15 | Zelina Vega                                    | SmackDown Live | Raw                | Originalmente transferido a Raw en el Superstar Shake-up, pero fue cambiada a SmackDown en el episodio del 23 de abril. |
| 16 | Aleister Black                                 | SmackDown Live | Raw                | Originalmente transferido a Raw en el Superstar Shake-up, pero fue cambiado a SmackDown en el episodio del 23 de abril. Separado de su compañero de equipo Ricochet.                                                                         |
| 17 | Jinder Mahal                                   | SmackDown Live | Raw                | |
| 18 | The Singh Brothers (Sunil Singh y Samir Singh) | SmackDown Live | Raw                | |
| 19 | The B-Team (Bo Dallas y Curtis Axel)           | SmackDown Live | Raw                | |

### 205 Live
| Los siguientes luchadores fueron cambiados de marca en episodios posteriores de 205 Live. |                                                |                |                    |       |
| Sel. #                                                                                    | Luchador/a                                     | Transferido a: | Transferido desde: | Notas |
| 1                                                                                         | The Singh Brothers (Sunil Singh y Samir Singh) | 205 Live       | SmackDown Live     |       |

### Consecuencias del WWE Superstar Shake-up 2019
- Cuatro equipos fueron separados como resultado del Superstar Shake-Up. SAnitY fue disuelto después de que Eric Young fuese transferido a Raw, mientras que Killian Dain permaneció en SmackDown y Alexander Wolfe fue transferido a NXT UK,[9] The Boss 'n' Hug Connection se dividió cuando Bayley fue transferida a SmackDown, mientras que Sasha Banks se mantuvo en Raw, Liv Morgan fue separada de The Riott Squad al ser transferida a Smackdown, mientras que sus compañeras de equipo Ruby Riott y Sarah Logan se mantuvieron en Raw, y el equipo de Chad Gable y Bobby Roode se dividió cuando Gable fue transferido a Smackdown, mientras que Roode permaneció en Raw.
- Los luchadores que previamente fueron ascendidos desde NXT, llegaron a formar parte de su respectiva marca: Aleister Black, Ricochet, Lacey Evans y EC3 a Raw, mientras que Lars Sullivan, Otis y Tucker serían parte de SmackDown. Por otra parte, Kairi Sane fue ascendida para SmackDown y The Viking Raiders (Erik e Ivar) para Raw. Los únicos que permanecen sin asignar son Johnny Gargano (debido al Campeonato de NXT) y Tommaso Ciampa (debido a su lesión).
- Paige fue reasignada en SmackDown para ser mánager de Asuka y Kairi Sane.
- Buddy Murphy y Cedric Alexander fueron los únicos que fueron transferidos desde 205 Live.
- Bray Wyatt, quien había estado inactivo desde mediados del 2018, regresó en un video promocional con un nuevo personaje durante los episodios del 22 y 23 de abril de Raw y SmackDown, respectivamente, pero no se le asignó una marca.

### Wild Card Rule
En el episodio del 6 de mayo de Raw, Vince McMahon introdujo la Wild Card Rule («regla de comodín»):
1. Hasta cuatro luchadores pueden aparecer en el programa de la marca rival por invitación solo por una noche.
2. Las apariciones no autorizadas serán penalizadas con una multa o terminación de contrato.